# Закони про конфіскацію наділів
Закони про конфіскацію наділів (яп. 上知令, あげちれい, аґеті-рей) — постанови 1843 року в Японії про конфіскацію і перерозподіл земель васалів сьоґунатом Едо, що була прийнята у ході реформ років Темпо.

## Короткий опис
У період Едо (1603—1867) закони про конфіскацію наділів видавалися центральним урядом рідко, в основному, як засіб покарання васалів або ханів за важкі провини. Проте у ході реформ Темпо їх видання було викликане бажанням влади відновити економіку країни і скарбницю правлячого дому. Саме тому сьоґунат вдався до масштабних конфіскацій, обіцяючи надати своїм підлеглим інші землі зі свого земельного фонду. Режим прагнув провести поряд з господарськими реформами, політичну, посиливши залежність васалів і ханів від себе.
Закони про конфіскацію наділів 1843 року були прийняті на нараді сьоґунівського уряду за сильним наполяганням старійшини Мідзуно Тадакуні, відповідального за реформаторський курс. 28 червня 1841 року була оголошена конфіскація земель в «найближчій окрузі Едоського замку» міста Едо, а 15 днями поспіль — земель в «найближчій окрузі Осацького замку» міста Осака. 7 жовтня того ж року уряд сповістив про конфіскацію „найближчих земель Едо і Осаки“, а також впорядкування наділів усіх японських даймьо, що були відадалені від їхніх основних володінь.
Сьоґунат прагнув зосередити у своїх руках багаті володіння, з яких можна було збирати високий податок. В обмін за них васали і даймьо отримувалии цілинні чи малоприбуткові землі з урядового фонду. В такий спосіб центральна влада намагалася посилити свій економічний і політичний вплив у країні, особливо у районах найбільших японських міст Едо і Осаки. Примусова ж конфіскація та упорядкування віддалених наділів ханів мусили засвідчити верховенство сьоґунського дому у питаннях розподілу земельних ресурсів Японії.
Проте масштаб кампанії з конфіскацією земель та методи її проведення породили сильний супротив як в регіонах так і в середині уряду. Через це, 30 жовтня того ж року дію законів було зупинено. 3 листопада ініціатора ухвалення конфіскаційних постанов, Мідзуно Тадакуні, позбавили посади старійшини і відправили у відствку. Це стало причиною провалу реформ Темпо.